# Gorille de l'Ouest
Gorilla gorilla
Espèce
Statut de conservation UICN

 CR A4cde : 
En danger critique
Statut CITES
Répartition géographique

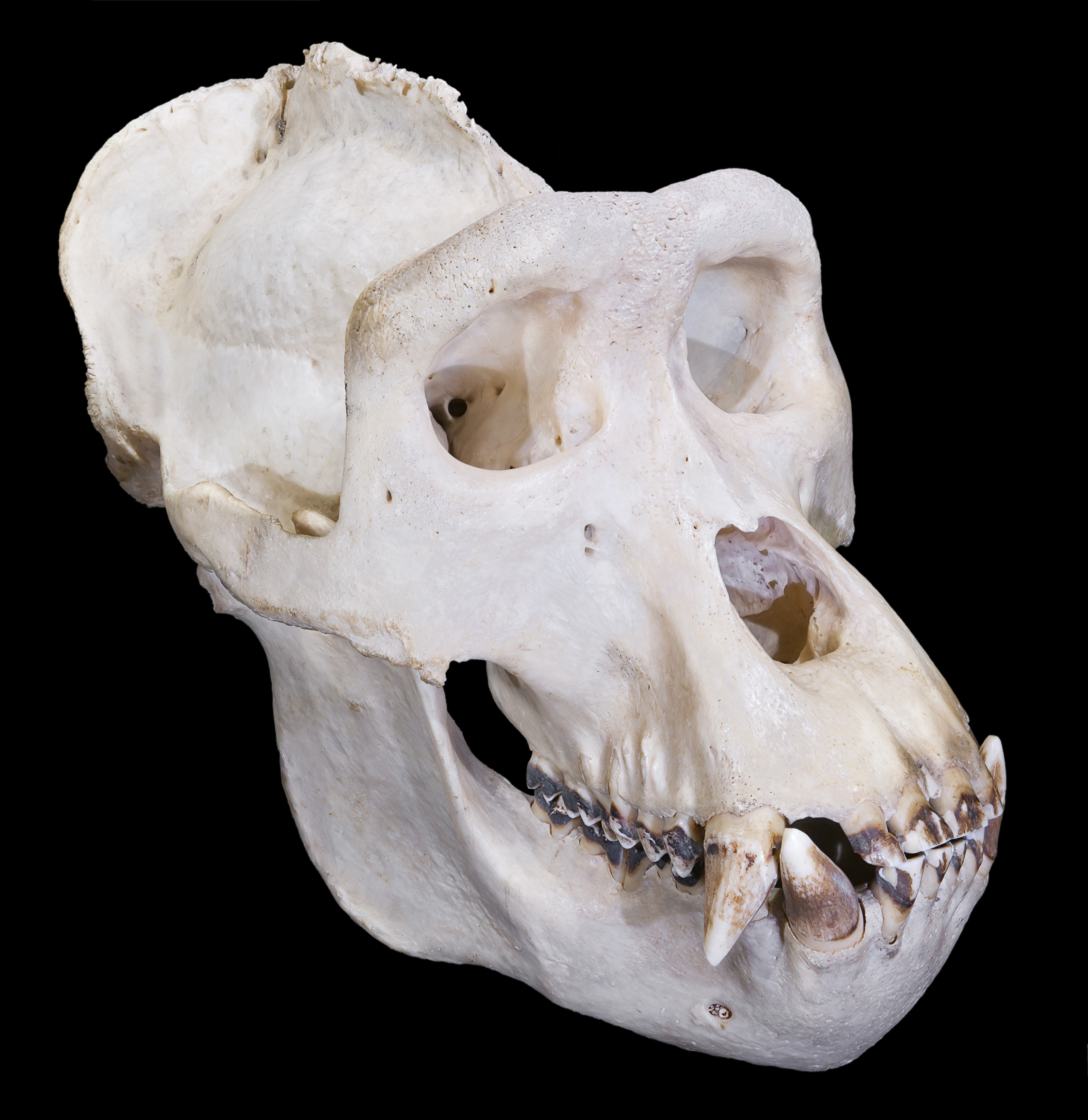
Crâne de Gorilla gorilla mâle - Muséum de Toulouse.

Le Gorille de l'Ouest (Gorilla gorilla), parfois appelé simplement « Gorille », est l'une des deux espèces du genre Gorilla, avec le Gorille de l'Est (Gorilla beringei). Les gorilles font partie de la famille des hominidés.

## Dénominations
Le Gorille de l'Ouest est aussi appelé Gorille des plaines de l'Ouest.

## Caractéristiques
Le Gorille de l'Ouest peut mesurer jusqu'à 1,7 mètre pour le mâle et 1,3 mètre pour la femelle. Il peut peser jusqu'à 180 kg pour les mâles et 70 kg pour les femelles. Les mâles peuvent atteindre les 230 kg en captivité dès lors qu'ils sont moins actifs que dans la nature tout en étant mieux nourris.

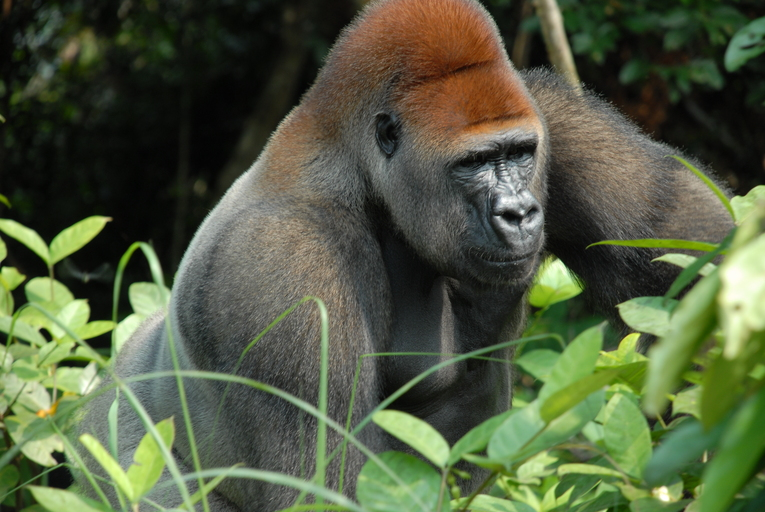
Gorille des plaines de l'Ouest, Congo

Le front est coloré du rouge au brun. Les canines sont plus petites, les mâchoires plus petites mais plus larges que chez le Gorille de l'Est. Ses bras sont plus longs, sa poitrine plus large, sa peau plus foncée, mais son pelage plus clair et plus court. Le pelage argenté va de la nuque jusqu'à la croupe en descendant jusqu'au poil du pied, tandis que chez le Gorille de l'Est, le pelage va des épaules jusqu'au bas du dos. Il est aussi légèrement plus petit que ses cousins de l'est [réf. nécessaire].

## Écologie et comportement

### Alimentation
Les gorilles sont essentiellement végétariens ; ils se nourrissent de feuilles, de baies, de fougères et d'écorces.

### Reproduction
La femelle atteint la maturité sexuelle vers 10 ans et le mâle vers 15 ans. Le cycle menstruel de la femelle dure 28 jours. La femelle donne naissance à un seul petit après une gestation de neuf mois. Le petit pèse environ 2 kg à la naissance. Il reste dépendant de sa mère pendant 3 à 4 ans. Le père n'interagit pas beaucoup avec son petit. Il le défend néanmoins contre les autres mâles de la troupe. Le gorille de l'Ouest vit entre 35 et 40 ans dans la nature.

### Utilisation d'outils

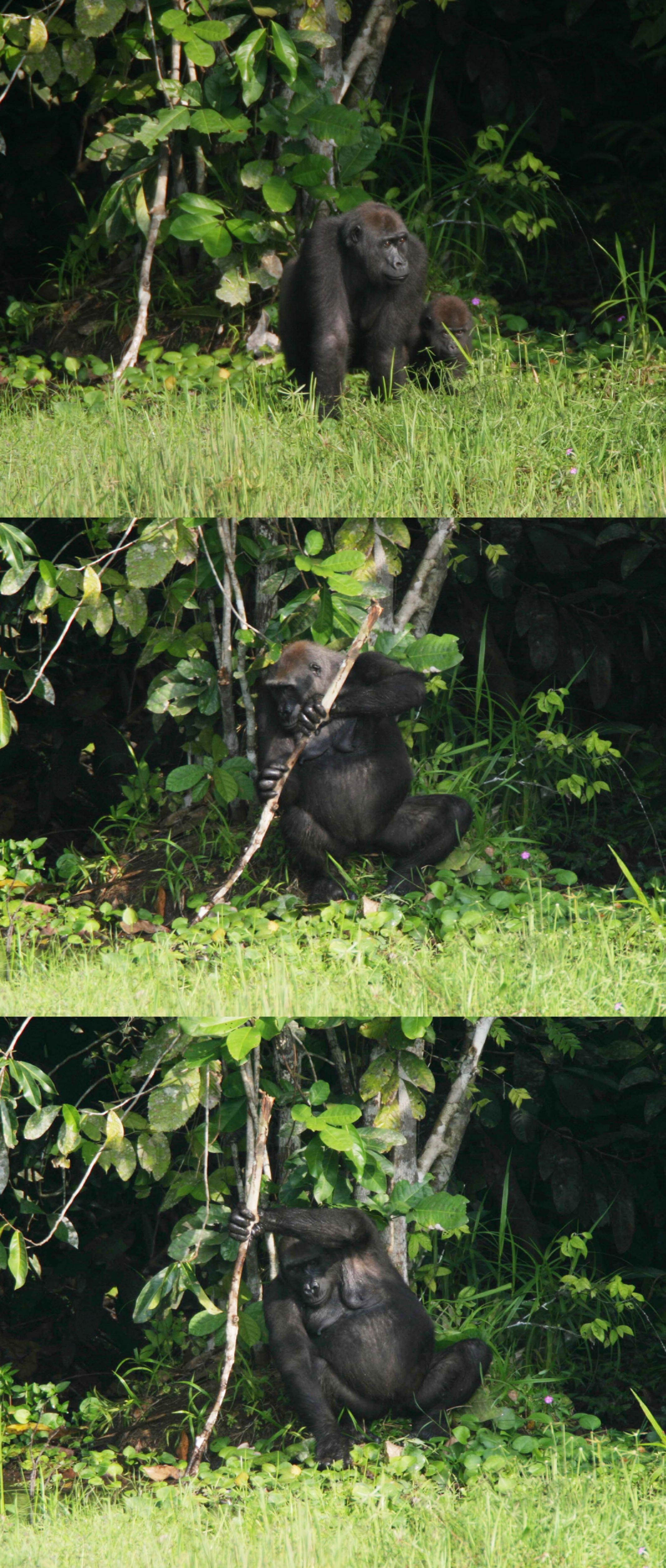
Gorille utilisant un bâton pour se stabiliser et saisir des plantes aquatiques

Le gorille des plaines de l'Ouest utilise des outils, par exemple des bâtons avec lesquels il sonde les marécages et les cours d'eau avant de les traverser.

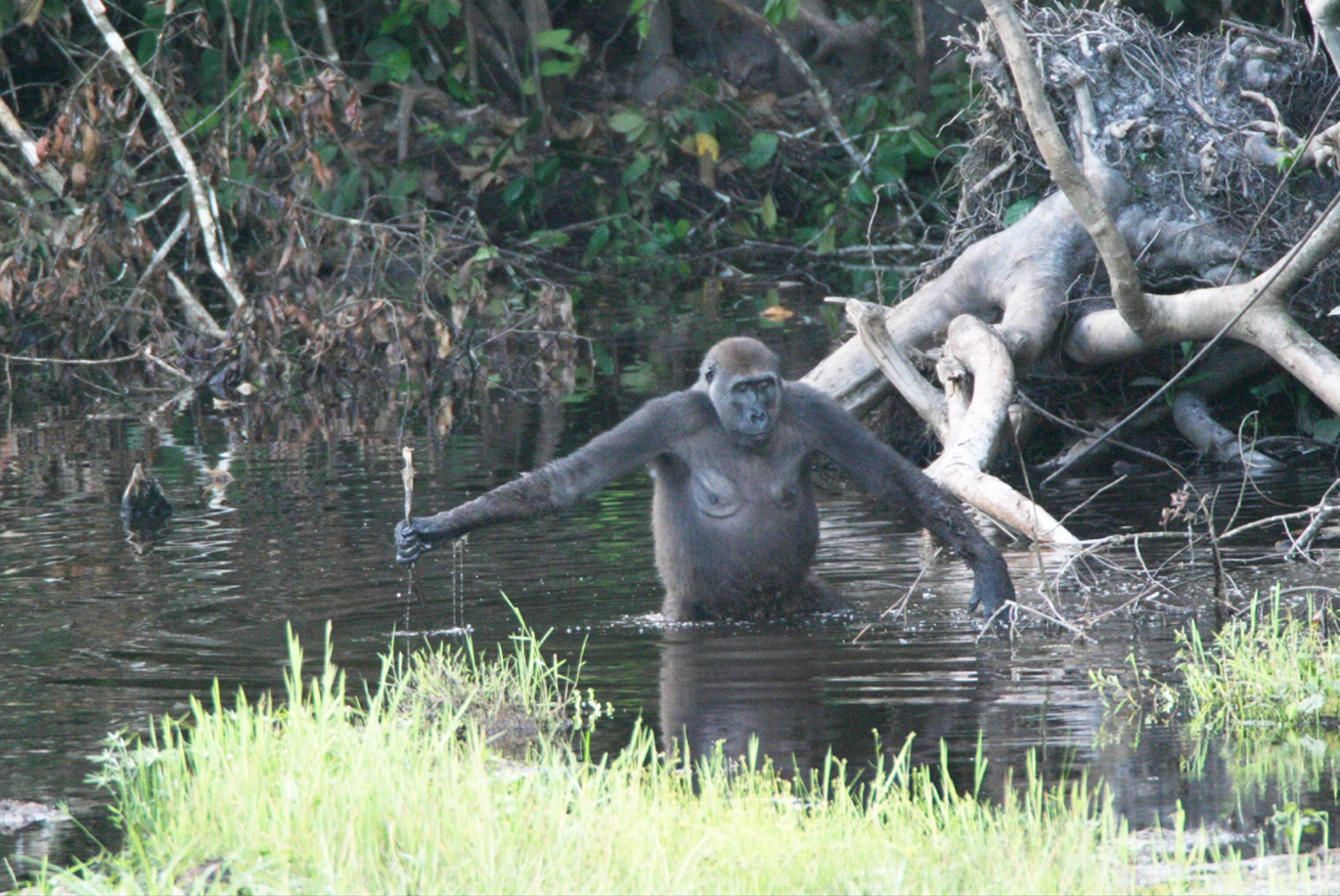
Gorille utilisant un bâton pour sonder la profondeur d'un cours d'eau, parc national de Nouabalé-Nkodi, République du Congo

## Habitat et répartition
Le gorille de l'Ouest est présent au Cameroun, en République centrafricaine, en Guinée équatoriale, au Gabon, au Nigeria, en république du Congo et dans la province de Cabinda en Angola. L'espèce est éteinte en république démocratique du Congo. Il vit principalement dans la forêt tropicale humide dense et moite et dans les forêts marécageuses.
Sa population est estimée entre 80 000 et 100 000 individus, l'immense majorité étant des gorilles des plaines de l'ouest. La population des gorilles de la rivière Cross n'excéderait pas les 200 individus vivants en liberté.

## Classification
Phylogénie des espèces actuelles d'hominidés, d'après Shoshani et al. (1996) et Springer et al. (2012) :
|  | Pongo abelii – Orang-outan de Sumatra                                                                                    |
|  | |
|  | \| \| Pongo pygmaeus – Orang-outan de Bornéo \| \| \| \| \| \| Pongo tapanuliensis – Orang-outan de Tapanuli \| \| \| \| |
|  | |
|  | Pongo pygmaeus – Orang-outan de Bornéo                                                                                   |
|  | |
|  | Pongo tapanuliensis – Orang-outan de Tapanuli                                                                            |
|  | |

|  | Pongo pygmaeus – Orang-outan de Bornéo        |
|  |                                               |
|  | Pongo tapanuliensis – Orang-outan de Tapanuli |
|  |                                               |

|  | Gorilla beringei – Gorille de l'Est  |
|  |                                      |
|  | Gorilla gorilla – Gorille de l'Ouest |
|  |                                      |

| Panina → Pan    | \| \| Pan paniscus – Chimpanzé pygmée ou Bonobo \| \| \| \| \| \| Pan troglodytes – Chimpanzé commun \| \| \| \| |
|                 | \| \| Pan paniscus – Chimpanzé pygmée ou Bonobo \| \| \| \| \| \| Pan troglodytes – Chimpanzé commun \| \| \| \| |
| Hominina → Homo | Homo sapiens – Homme moderne                                                                                     |
|                 | Homo sapiens – Homme moderne                                                                                     |
|                 | Pan paniscus – Chimpanzé pygmée ou Bonobo                                                                        |
|                 | |
|                 | Pan troglodytes – Chimpanzé commun                                                                               |
|                 | |

|  | Pan paniscus – Chimpanzé pygmée ou Bonobo |
|  |                                           |
|  | Pan troglodytes – Chimpanzé commun        |
|  |                                           |

|  | Gorilla beringei – Gorille de l'Est  |
|  |                                      |
|  | Gorilla gorilla – Gorille de l'Ouest |
|  |                                      |

| Panina → Pan    | \| \| Pan paniscus – Chimpanzé pygmée ou Bonobo \| \| \| \| \| \| Pan troglodytes – Chimpanzé commun \| \| \| \| |
|                 | \| \| Pan paniscus – Chimpanzé pygmée ou Bonobo \| \| \| \| \| \| Pan troglodytes – Chimpanzé commun \| \| \| \| |
| Hominina → Homo | Homo sapiens – Homme moderne                                                                                     |
|                 | Homo sapiens – Homme moderne                                                                                     |
|                 | Pan paniscus – Chimpanzé pygmée ou Bonobo                                                                        |
|                 | |
|                 | Pan troglodytes – Chimpanzé commun                                                                               |
|                 | |

|  | Pan paniscus – Chimpanzé pygmée ou Bonobo |
|  |                                           |
|  | Pan troglodytes – Chimpanzé commun        |
|  |                                           |

|  | Pongo abelii – Orang-outan de Sumatra                                                                                    |
|  | |
|  | \| \| Pongo pygmaeus – Orang-outan de Bornéo \| \| \| \| \| \| Pongo tapanuliensis – Orang-outan de Tapanuli \| \| \| \| |
|  | |
|  | Pongo pygmaeus – Orang-outan de Bornéo                                                                                   |
|  | |
|  | Pongo tapanuliensis – Orang-outan de Tapanuli                                                                            |
|  | |

|  | Pongo pygmaeus – Orang-outan de Bornéo        |
|  |                                               |
|  | Pongo tapanuliensis – Orang-outan de Tapanuli |
|  |                                               |

|  | Gorilla beringei – Gorille de l'Est  |
|  |                                      |
|  | Gorilla gorilla – Gorille de l'Ouest |
|  |                                      |

| Panina → Pan    | \| \| Pan paniscus – Chimpanzé pygmée ou Bonobo \| \| \| \| \| \| Pan troglodytes – Chimpanzé commun \| \| \| \| |
|                 | \| \| Pan paniscus – Chimpanzé pygmée ou Bonobo \| \| \| \| \| \| Pan troglodytes – Chimpanzé commun \| \| \| \| |
| Hominina → Homo | Homo sapiens – Homme moderne                                                                                     |
|                 | Homo sapiens – Homme moderne                                                                                     |
|                 | Pan paniscus – Chimpanzé pygmée ou Bonobo                                                                        |
|                 | |
|                 | Pan troglodytes – Chimpanzé commun                                                                               |
|                 | |

|  | Pan paniscus – Chimpanzé pygmée ou Bonobo |
|  |                                           |
|  | Pan troglodytes – Chimpanzé commun        |
|  |                                           |

|  | Gorilla beringei – Gorille de l'Est  |
|  |                                      |
|  | Gorilla gorilla – Gorille de l'Ouest |
|  |                                      |

| Panina → Pan    | \| \| Pan paniscus – Chimpanzé pygmée ou Bonobo \| \| \| \| \| \| Pan troglodytes – Chimpanzé commun \| \| \| \| |
|                 | \| \| Pan paniscus – Chimpanzé pygmée ou Bonobo \| \| \| \| \| \| Pan troglodytes – Chimpanzé commun \| \| \| \| |
| Hominina → Homo | Homo sapiens – Homme moderne                                                                                     |
|                 | Homo sapiens – Homme moderne                                                                                     |
|                 | Pan paniscus – Chimpanzé pygmée ou Bonobo                                                                        |
|                 | |
|                 | Pan troglodytes – Chimpanzé commun                                                                               |
|                 | |

|  | Pan paniscus – Chimpanzé pygmée ou Bonobo |
|  |                                           |
|  | Pan troglodytes – Chimpanzé commun        |
|  |                                           |

### Sous-espèces
Le Gorille de l'Ouest compte deux sous-espèces :
- le Gorille des plaines de l'ouest (Gorilla gorilla gorilla),
- le Gorille de la rivière Cross (Gorilla gorilla diehli).

## Menaces et conservation
Du fait de menaces diverses, soit du virus Ebola, soit des activités humaines (pertes d'habitat, agriculture, exploitation de mines, braconnage) les populations de gorilles ont décliné de 50 % (entre 1980 et 2008), pour passer de 100 000 à 50 000. Des estimations ont prévu que 80 % des gorilles disparaîtraient en trois générations (de 1980 à 2046)[réf. nécessaire].